# Байерн, Фридрих Самойлович
Байерн, Фридрих Самойлович (8 октября 1817 года, Трансильванский Кронштадт — 20 февраля 1886 года, Тифлис) — российский естествовед и археолог.

## Биография
Прибыв ещё в молодости в Одессу, Байерн начал изучение естественных наук и древностей побережья Чёрного моря сначала под руководством знаменитого зоолога Нордмана, потом гр. Мнишека и бар. Шодуара. Последний рекомендовал его кн. М. С. Воронцову, который в 1849 г. привез Байерна на Кавказ, где он и оставался до смерти, изучая преимущественно природу и древности Кавказа. Первую половину своей долголетней деятельности на Кавказе Байерн посвятил собиранию минералов, растений и насекомых, и его богатые коллекции послужили основанием Кавказского музея.
Последние же 20 лет Байерн собирал и изучал преимущественно кавказские древности. Он первый на Кавказе напал на след содержимых в древних кавказских гробницах сокровищ и раскопками на Самтаврском могильнике добыл богатый материал для характеристики жизни кавказских народов за два и более тысячелетия до нашего времени. Его коллекции вызвали всеобщий интерес на пятом Археологическом Съезде в Тифлисе и, увеличиваемые впоследствии новыми раскопками, обогатили отдел древностей Кавказского музея, которого он был долгое время хранителем. Его же находкам и инициативе обязаны своим возникновением музеи в Пятигорске и Екатеринодаре. Так как Байерн был самоучкою, то его определения не всегда были удачны и не имели строго научного характера; тем не менее благодаря открытию богатых мцхетских могильников и другим многочисленным и удачным раскопкам — в общем он раскопал до 600 гробниц — его справедливо считают одним из выдающихся кавказских археологов.
Результаты своих раскопок и исследований Байерн печатал в органе Берлинского Общества естествознания, антропологии и этнографии — «Zeitschrift für Ethnologie» (где за 1872 г. помещена его статья о раскопках, сделанных близ Мцхета в 1871—1872 гг., за 1885 г. — исследование о древних могильниках и кладах на Кавказе с 16 таблицами, и др.); в «Mittheilungen der Anthropologischen Gesellschaft im Wien»; в «Известиях Императорского Общества естествознания, антропологии и этнографии» («О новых раскопках Самтаврского могильника» в сообщении г. Зейдлица; т. XLIX, вып. 4); в «Вестнике Общества Древн. Русск. Искусства», за 1874—1876 гг."., отд. III («Доисторический Кавказ на Самтаврском кладбище»); в «Трудах Московского Археологического Общества» («О результатах своих раскопок», в т. VIII, и «О мраморном камне близ Келоссур», в том же томе); в «Трудах пятого Археологического Съезда» («Перечень и описание предметов, найденных около г. Петровска»), и др. Кроме того, о результатах его раскопок сообщалось своевременно и в газете «Кавказ».